# Prorella emmedonia
Prorella emmedonia là một loài bướm đêm trong họ Geometridae.